# Alan Morton

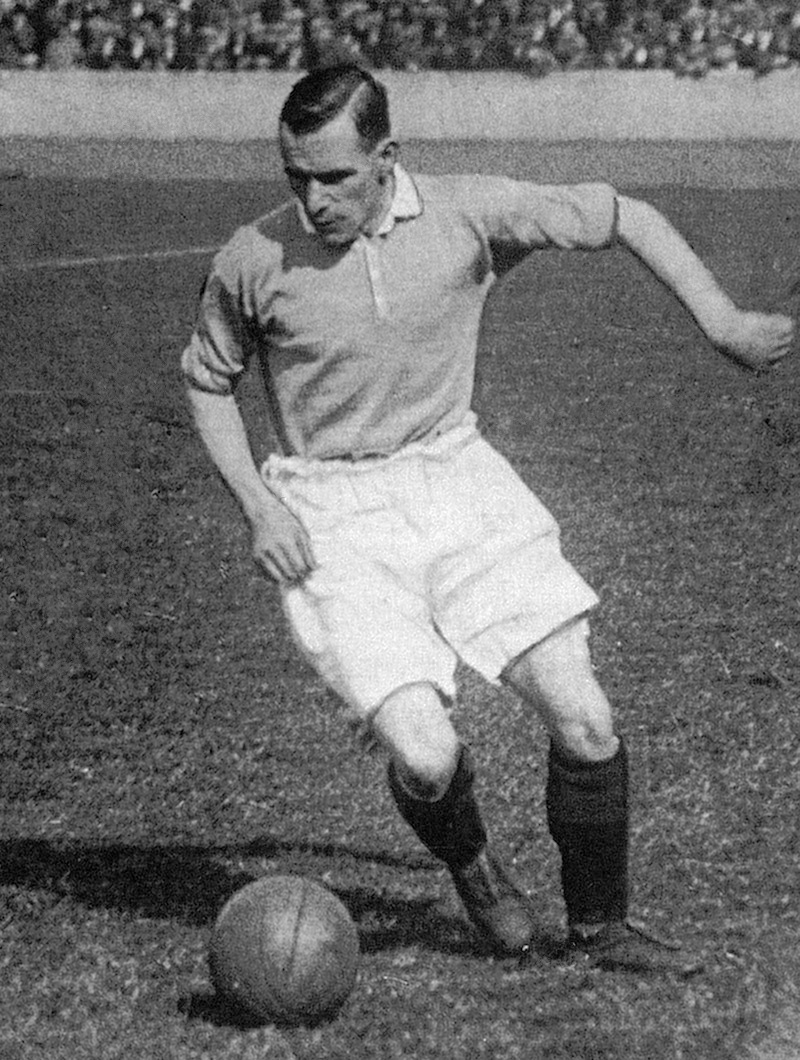
Imagem de Alan Morton.

Alan Lauder Morton (Jordanhill, Glasgow , 24 de abril de 1893 - 12 de dezembro de 1971 ) Foi um futebolista escocês.
Ponteiro esquerdo de baixa estatura e muito veloz, que brilhou na seleção escocesa, pela qual foi convocado 31 vezes entre 1914 e 1930 e no Rangers entre 1913 e 1932.
Começou a sua trajetória de futebolista no clube então amador Queen's Park e com 19 anos se inicia como profissional no Rangers. Ficou conhecido como Wee Blue Devil (O Pequeno Diabo Azul) , em alusão às suas memoráveis atuações com a seleção escocesa e com o Rangers, já que ambos utilizam camisas azuis.
Com a seleção de seu país ficaram registradas 11 partidas contra os maiores rivais dos escoceses: os ingleses, principalmente pela British Home Championship, sendo a mais famosa delas em 31 de março de 1928, quando os escoceses infligiram ao English Team uma goleada de 5-1, em um Estádio de Wembley com mais de 80.000 espectadores. A partir dessa data, Morton e seus companheiros de equipe passaram a serem chamados de The Wembley Wizards (Os magos de Wembley).
Depois de 20 anos nos gramados, Alan Morton se torna diretor do Rangers, que o homenageia hoje com uma grande fotografia na entrada no Hall do clube. Morton jogou 495 partidas e marcou 166 gols com a camisa dos Gers.